# Саранчова Долина
Саранчова Долина (укр. Саранчова Долина) — село,
Саровский сельский совет,
Гадячский район,
Полтавская область,
Украина.
Код КОАТУУ — 5320486905. Население по переписи 2001 года составляло 36 человек.

## Географическое положение
Село Саранчова Долина находится на правом берегу реки Псёл,
выше по течению на расстоянии в 1 км расположено село Сары,
ниже по течению на расстоянии в 3,5 км расположено село Рашевка.
Река в этом месте извилистая, образует лиманы, старицы и заболоченные озёра.

## История
- 1622 — дата основания.